# Militärnachrichtendienst
Unter Militärnachrichtendienst oder Militärgeheimdienst versteht man im Allgemeinen einen Nachrichtendienst, der Informationen über fremde Streitkräfte, Militärpolitik, Wehrtechnik oder andere für die Verteidigung bedeutsame Sachverhalte beschafft und auswertet und/oder die eigenen Streitkräfte vor Spionage schützt. Er ist in der Regel Teil der Streitkräfte bzw. dem Verteidigungsministerium nachgeordnet.
Wesentlichste und erste Quelle in der strategischen Nachrichtengewinnung ist die Aufklärung open source über allgemein zugängliche Informationsquellen in Schrift, Ton und Bild sowie deren systematische, langfristige Auswertung. Spionage ist eine bedingte Form der strategischen Nachrichtengewinnung.
Der Einsatz von Spezialkräften zur Durchführung von bewaffneten Streifzügen, Überfälle und Kommandounternehmen sowie auch zur Entführung von gegnerischen Geheimnisträgern oder der Gewinnung von Waffen, Plänen, Unterlagen, Codes und Codemaschinen gehört in den Bereich der operativen Gefechtsführung.
Besondere Kräfte eines Nachrichtendienstes können zur Bildung von sogenannten Fünften Kolonnen mit dem Auftrag der Destabilisierung des Gegners eingesetzt werden.
Für die Durchführung im allgemeinen Truppendienst siehe Nachrichtengewinnung und Aufklärung.

## Geschichte
Militärgeheimdienstliche Aktivitäten sind wohl so alt wie die Kriegsführung, da die Gewinnung von Informationen über Bewaffnung, Stärke, Taktik, Pläne und Standorte gegnerischer Truppen immer ein grundlegendes Bedürfnis im Krieg ist.
Viele der schwersten Niederlagen in der Kriegsgeschichte beruhten auf einer falschen Einschätzung der Lage, aufgrund fehlender oder falscher Informationen über die tatsächliche Lage. Viele Siege wurden errungen, weil es den Heerführern gelang, den Feind aktiv zu täuschen.
Die längste Tradition und höchste Wertschätzung genießen geheimdienstliche Mittel und die Täuschung des Gegners in China, dessen Klassiker der Kriegskunst das Werk Sunzis diese Methoden ganz zentral in den Mittelpunkt seiner Überlegungen stellte. Dies gilt auch für Sun Bin und die in China jedem Gebildeten bekannten 36 Strategeme, von denen viele auf die Täuschung des Gegners zielen.
Bekannt für den umfangreichen Einsatz nachrichtendienstlicher Mittel waren die Mongolen, siehe Mongolische Kriegführung.
Jeweils in eigenen Kapiteln beschäftigte sich der große deutsche Militärwissenschaftler Carl von Clausewitz in seinem Werk Vom Kriege mit den Themen Nachrichten im Kriege (1. Buch, 6. Kapitel), aber auch mit List (3. B., 10. K.), Volksbewaffnung (6. B., 26. K.) (Partisanen) und Diversion (7. B., 20. K.).

## Militärnachrichtendienste verschiedener Länder

### Dänemark
„Geheimdienst des Militärs“ (Forsvarets Efterretningstjeneste, FE)

### Deutschland

#### Kaiserreich
Die Sektion III b bzw. Abteilung III b (kurz A III b) war der militärische Nachrichtendienst der preußischen/deutschen Armee bis kurz nach dem Ende des Ersten Weltkrieges.

#### Weimarer Republik und Drittes Reich
Ab 1920 war Abwehr die verbreitete Bezeichnung für den deutschen militärischen Geheimdienst in Reichswehr und Wehrmacht mit seinen Sparten Geheimer Meldedienst, Diversion und (im Krieg) Kommandounternehmen, sowie die eigentliche Abwehr von Spionage und Sabotage.

#### Bundesrepublik Deutschland
Der Bundesnachrichtendienst (BND) ist in Deutschland auch für die militärische neben der politischen, wissenschaftlichen und wirtschaftlichen Auslandsaufklärung zuständig. Der BND übernahm zum 1. Januar 2008 einen Teil der Aufgaben des aufgelösten Zentrums für Nachrichtenwesen der Bundeswehr. Seitdem betreibt der BND die zentrale Lagebearbeitung. Die Bundeswehr stellt dem BND seit dessen Bestehen Soldaten als Zeit- und Dauerverwender.
Der Militärische Abschirmdienst (MAD) nimmt vergleichbare Aufgaben wie das Bundesamt für Verfassungsschutz zur Abwehr von Spionage, Sabotage und Zersetzung durch ausländischer Nachrichtendienste gegen den Geschäftsbereich des Bundesministeriums der Verteidigung wahr; auch in den Einsatzländern der Bundeswehr.
Die nicht-nachrichtendienstliche militärische Aufklärung der Bundeswehr ist teilweise im Kommando Aufklärung und Wirkung gebündelt.

### Frankreich
Die Direction du Renseignement Militaire (DRM) ist der dem Generalstab unterstellte militärische Nachrichtendienst Frankreichs, der sich vor allem mit Auswertung und Analyse befasst. Die Direction de la Protection et de la Sécurité de la Défense (DPSD) ist für Spionageabwehr und die Sicherheit von Personal und Einrichtungen zuständig. Die Direction générale de la Sécurité extérieure (DGSE) ist der dem Verteidigungsministerium unterstellte Auslandsnachrichtendienst.

### Italien
Der Nachrichtendienst des Generalstabes ist das Centro Intelligence Interforze (J2).
Der dem Verteidigungsministerium unterstellte Militärnachrichtendienst SISMI wurde 2007 aufgelöst beziehungsweise in den zivilen Auslandsnachrichtendienst AISE überführt.
Siehe auch: Liste der italienischen Nachrichtendienste

### Israel
Der militärische Nachrichtendienst ist der Aman.

### Litauen
Der militärische Nachrichtendienst ist der Antrasis operatyvinių tarnybų departamentas (AOTD).

### Niederlande
Der militärische Nachrichtendienst der Niederlande ist der Militaire Inlichtingen- en Veiligheidsdienst (MIVD).

### Österreich
Zur Geschichte siehe: Kaiserberichte.
In Österreich existiert als Militärnachrichtendienst das
- Heeres-Nachrichtenamt (HNaA) als Auslandsnachrichtendienst des Bundesheeres (Bundesministerium für Landesverteidigung) und das
- Abwehramt (HAA oder HAbwA) als Inlandsnachrichtendienst des Bundesheeres, ebenfalls dem Bundesministerium für Landesverteidigung unterstellt

### Polen
- Służba Wywiadu Wojskowego (dt. Militärischer Nachrichtendienst)
- Służba Kontrwywiadu Wojskowego (dt. Militärischer Spionageabwehrdienst)

### Rumänien
- Direcția Generală de Informații a Apărării (DGIA)

### Schweden
Dem Verteidigungsministerium unterstellt:
- Militära underrättelse- och säkerhetstjänsten (MUST, Militärischer Nachrichten- und Sicherheitsdienst) und der
- Försvarets Radioanstalt (FRA, „Funkeinrichtung für nationale Verteidigung“ (Militärische Kommunikation und „elektronische Aufklärung“))

### Schweiz
- Militärischer Nachrichtendienst (MND)

### Sowjetunion und Russland

#### Sowjetunion
Im Kalten Krieg existierte die Militärspionageabwehr TGU KGB UdSSR (Dritte Hauptverwaltung des KGB der UdSSR).
Militärischer Nachrichtendienst und militärischer Aufklärungsdienst der Streitkräfte der Sowjetunion war die Glawnoje Raswedywatelnoje Uprawlenije (GRU). Neben der Spionage mit Zielrichtung Heer, Marine und Luftwaffe war die Spionage zur Waffentechnik, ABC-Waffen und Rüstungstechnologie zentraler Schwerpunkt der GRU.

#### Russische Föderation
Die GRU arbeitet heute für Russland als Auslandsnachrichtendienst und militärischer Aufklärungsdienst.
Die ehemalige TGU KGB UdSSR ist heute die militärische Spionageabwehrverwaltung des FSB (Uprawljenije Wojennoj Kontrraswjedki).

### Spanien
Centro Nacional de Inteligencia ist der im November 2002 ins Leben gerufene Nachfolger des Centro Superior de Información de la Defensa (CESID).

### Tschechoslowakei und Nachfolgestaaten

#### Tschechoslowakei
Der militärische Nachrichtendienst der Tschechoslowakei wurde 1919 errichtet. Nach zahlreichen Umbenennungen und Reorganisationen entstand dann neben der Nachrichtendienstlichen Verwaltung des Generalstabs (ZS/GŠ) 1951 die Hauptverwaltung des militärischen Abwehrdienstes (HS VKR), die dem Innenministerium unterstellt wurde, was in etwa dem sowjetischen Muster entsprach. Nach 1990 wurde durch Gesetze zuerst sichergestellt, dass der Missbrauch des militärischen Nachrichtendienstes ausgeschlossen wird.

#### Tschechische Republik
Nach der Gründung der Tschechischen Republik zum 1. Januar 1993 arbeitet in diesem Land nur ein einziger militärischer Dienst, Vojenské zpravodajství (VZ) (Militärischer Nachrichtendienst).

#### Slowakei
Nach der Entstehung der Slowakei zum 1. Januar 1993 wurden zwei militärische Nachrichtendienste errichtet, die beide dem Verteidigungsministerium unterstehen:
- Vojenská spravodajská služba (VSS) (Militärischer Nachrichtendienst)
- Vojenské obranné spravodajství (VOS) (Militärischer Abwehrdienst)

### Ukraine
Das ukrainische Verteidigungsministerium verfügt mit der Holowne uprawlinnja roswidky Ministerstwa oborony Ukrajiny über einen eigenen Militärgeheimdienst.

### Vereinigte Staaten
Stark fragmentiert sind die Militärnachrichtendienste der USA.
Dem US-Verteidigungsministerium unterstehen:
- Defense Intelligence Agency (DIA) als Dachorganisation der Nachrichtendienste der Teilstreitkräfte:
  - Air Force mit der Air Force Intelligence, Surveillance and Reconnaissance Agency (ISR),
  - Army mit der United States Army Intelligence (G2),
  - Marine Corps mit der Marine Corps Intelligence Activity (MCIA),
  - Navy mit dem Office of Naval Intelligence (ONI),
  - Space Force mit der United States Space Force Intelligence, Surveillance and Reconnaissance Enterprise (USSF ISR),
- National Geospatial-Intelligence Agency (NGA), die mittels geospezifischer Fernaufklärung Karten- und Bildmaterial liefert,
- National Reconnaissance Office (NRO), das die Spionagesatellitenprogramme betreibt,
- National Security Agency (NSA) für die weltweite Überwachung und Entschlüsselung von elektronischer Kommunikation

### Vereinigtes Königreich
Der britische Auslandsgeheimdienst Secret Intelligence Service (MI6) ging aus dem Directorate of Military Intelligence, der 1888 gegründeten Abteilung des militärischen Nachrichtendienstes im britischen Verteidigungsministerium (British Ministry of Defence, MoD) mit seinen 13 Sektionen hervor.
Es wurde 1946 durch die Defence Intelligence abgelöst. Zusätzliche nachrichtendienstliche Anforderungen für the British Army werden geliefert vom Intelligence Corps, für die Royal Air Force arbeitet die RAF Intelligence.